# Patrick Streiff
Patrick Philipp Streiff (né le 8 juillet 1955 à Birsfelden) est un pasteur méthodiste suisse. Depuis 2005, il est l'évêque de l'Église méthodiste unie pour la Conférence de l'Europe du Sud et Centrale. 

## Biographie
Patrick Streiff fait ses premières études à Birsfelden et Muttenz, dans le canton de Bâle-Campagne. De 1975 à 1979, il étudie au séminaire théologique de l'Église méthodiste unie à Reutlingen, en Allemagne. Il poursuit ensuite sa formation en Suisse, à l'Université de Berne, de 1979 à 1983. Plus tard, il rédigera une thèse sur le théologien méthodiste d'origine suisse Jean-Guillaume de La Fléchère, alias John William Fletcher. 
En 1984, il est consacré pasteur de l'Église méthodiste unie. Il sert les communautés de Lausanne-Vevey, Neuchâtel et Bienne.
En 1992, il devient professeur d'histoire chrétienne moderne à l'Université de Lausanne. Il devient en plus directeur du Centre méthodiste de formation théologique de Lausanne en 1998. En 2004, il cesse d'occuper ces deux fonctions. 
En 2005, Patrick Streiff est élu évêque de l'Église méthodiste unie pour la Conférence de l'Europe du Sud et Centrale, qui chapeaute, entre autres, l'Église évangélique méthodiste en Suisse. Il entre en fonction le 1er mai 2006, succédant à Heinrich Bolleter. 
À côté de son service comme pasteur et professeur, Patrick Streiff est aussi le président de la section européenne de la Société historique méthodiste mondiale. De plus, il travaille comme consultant pour l'établissement d'une éducation théologique dans les pays francophones d'Afrique ainsi qu'au Cambodge.
En 1979, il a épousé Heidi Albrecht, avec laquelle il a quatre enfants : Rahel, Corinne, Manuel et Myriam.